# Jacques Laskar
Jacques Laskar (* 28. April 1955 in Paris) ist ein französischer Astronom, bekannt für himmelsmechanische Untersuchungen, die Hinweise auf chaotisches Verhalten im Sonnensystem erbrachten.

## Leben
Laskar studierte 1974 bis 1977 an der École normale supérieure de Cachan Mathematik (Diplom 1976) und war dann Schullehrer. 1981 erhielt er seine Aggregation in Mathematik und 1982 seinen DEA in Astronomie und Himmelsmechanik am Pariser Observatorium, an dem er 1984 promovierte. 1985/86 war er als Postdoc am Jet Propulsion Laboratory. Seit 1985 ist er Forscher am CNRS am Bureau des Longitudes, seit 1994 als Forschungsdirektor des CNRS am Pariser Observatorium. Er leitet seit 1992 eine himmelsmechanische Arbeitsgruppe am Observatorium von Paris.

## Wirken
Laskar entwickelte durch umfangreiche Computeralgebra-Berechnungen unterstützte Simulationsverfahren in der Himmelsmechanik. 1989 simulierte er das Sonnensystem (ohne Pluto) über 100 Millionen Jahre in die Zukunft und Vergangenheit, wobei er Anzeichen für chaotisches Verhalten fand. Die Zeitskala für die Ausbildung chaotischen Verhaltens (entsprechend dem Ljapunow-Exponenten) beträgt dabei 4 bis 5 Millionen Jahre, so dass in diesem Fall die Vorhersagen schon über wenige zehn Millionen Jahre unmöglich werden. Diese Langzeit-Simulationen wurden durch Jack Wisdom und Gerald Jay Sussman 1992 bestätigt.
1993 zeigte er die Instabilität der Rotationsachsen der inneren Planeten Erde, Mars, Venus, Merkur. Zum Beispiel zeigte er, dass die Erdachse ohne die Wirkung des Mondes in ihrer Neigung von Null bis 85 Grad schwanken würde, und dass die Neigung der Rotationsachse des Mars von Null bis 60 Grad in der Vergangenheit schwankte, mit entsprechenden Auswirkungen auf das Klima des Mars. Außerdem konnte er die retrograde Rotation der Venus aus Durchgängen durch chaotische Zonen in der Langzeitentwicklung begründen.
In Simulationen des Sonnensystems über 5 Milliarden Jahre, die er 2008 ausführte, fand er Hinweise nicht nur auf eine schon länger wegen der Resonanz mit Jupiter vermuteten möglichen Kollision des Merkur mit Venus oder Sonne, sondern in einer Simulation sogar eine Destabilisierung aller inneren Planeten (Merkur, Venus, Erde) in 3,3 Milliarden Jahren mit der Möglichkeit von Kollisionen der inneren Planeten mit der Erde. Die Rechnungen waren genauer als vorherige Simulationen (die Mittelwertbildungen benutzten) und bezogen allgemein-relativistische Effekte und den Mond mit ein.
Laskar wandte seine in der Himmelsmechanik entwickelten Methoden der Häufigkeitsanalyse auch auf die Stabilität von Teilchenbeschleunigerbahnen und die Galaxiendynamik an.
1993 erhielt er den IBM-Preis und den Prix G. de Pontécoulant der französischen Akademie der Wissenschaften (Académie des sciences). 1994 erhielt er die Silbermedaille der CNRS. 1996 hielt er einen der Plenarvorträge auf dem zweiten Europäischen Mathematikerkongress in Budapest (Stability of the Solar System). Seit 1997 ist er korrespondierendes und seit 2003 volles Mitglied der französischen Akademie der Wissenschaften. 2002 wurde der Asteroid (18605) Jacqueslaskar nach ihm benannt. 2007 erhielt er den Brouwer Award der American Astronomical Society. Für 2019 wurde ihm die Milutin Milankovic Medal der European Geosciences Union zugesprochen.